# Dieselnoi Chor Thanasukarn
Dieselnoi Chor Thanasukarn (de nome Charin Sorndee, nasceu a 26 de dezembro de 1961) é um lutador de Muay Thai tailandês na categoria de peso leve. Dieselnoi foi um campeão invicto do estádio Lumpinee.

## Biografia e carreira
Dieselnoi nasceu em Tambon Huakoon, Nakhon Luang, província de Ayutthaya.Começou os seus treinos de Muay Thai no campo (gínásio) Sor Banchongsak sob a orientação de Banchong Ngarm-ket.Segundo a tradição tailandesa,na qual cada atleta adquire o nome do campo onde treina,o seu primeiro nome de combate foi Dieselnoi Sor Banchongsak. Estreou no Muay Thai na divisão de peso dos 32 kg. Após 5 combates, transferiu-se para outro ginásio passando a lutar com o nome de Sor Dieselnoi Vorakulchai, no distrito de Si Racha, em Chon Buri. No ano de 1969, mudou novamente o nome, começando a lutar no campo Chor Thanasukarn, onde permaneceu até finais da sua carreira.
Em 1981, Dieselnoi defrontou Koapong Sittichuchai ganhando o título de campeão do estádio Lumpinee na categoria de peso leve (69kg). Em 1982, Dieselnoi defendeu o título contra Samart Payakaroon, superando o seu adversário com eficazes e poderosas joelhadas. Este foi considerado um dos grandes combates de Muay Thai da década de 80. Dieselnoi predominou campeão por dois anos consecutivos sem qualquer adversário. O seu próximo combate foi realizado a 7 de junho de 1984, contra Sakad Petchyindee, onde venceu repetidamente em virtude dos seus golpes avassaladores com os joelhos. Depois de campeão por quatro anos sucessivos, Dieselnoi foi finalmente despojado do seu título e forçado a aposentar-se da carreira, uma vez que não havia alguém na sua categoria de peso leve, capaz de o defrontar.

## Títulos
- 1981-1985 invicto campeão do estádio Lumpinee na categoria de peso leve